# Hofwil
Hofwil est une localité du canton de Berne en Suisse qui fait partie de la municipalité de Münchenbuchsee. 
Hofwil est connue pour les travaux agronomiques et les établissements d'éducation qu'y fonda Emmanuel de Fellenberg en 1799. Le château de Hofwil est listé comme bien culturel d'importance nationale.